# Абдулмеджидов, Шамиль Абдулжалилович
Шамиль Абдулжалилович Абдулмеджидов (12 августа 1987, Буйнакск, Дагестанская АССР, РСФСР, СССР) — российский кикбоксер и тренер, представитель лёгкой весовой категории. Многократный чемпион России и мира. Заслуженный мастер спорта России.

## Карьера
Занимается кикбоксингом с 1998 года в буйнакской школе бокса у Ислама Ибрагимова, который является его троюродным братом. В 2004 году в Саратове 16-летний Абдулмеджидов выиграл свой первый финал первенства России. В 2010 году в Баку выиграл чемпионат Европы, в том же году одержал победу на Всемирных игр боевых искусств в Пекине. В 2011 году на чемпионате России в Омске, Шамиль боксировал со сломанным большим пальцем правой руки, несмотря на это он выиграл финал и поехал на чемпионат мира в Македонию. И там он тоже стал чемпионом и выполнил норматив заслуженного мастера спорта. В 2013 году на чемпионате Европы стал серебряным призёром. В 2013 году в Санкт-Петербурге во второй раз стал чемпионом Всемирных игр боевых искусств. С 2015 года является старшим тренером молодежной сборной России по кикбоксингу. Также работает старший тренером сборной СКФО в разделе «фулл-контакт с лоу-киком». Также тренирует детей в селе Нижнее Казанище Буйнакского района.

## Достижения
- 8-кратный чемпион России по кикбоксингу (К-1)
- 2-кратный обладатель Кубка Европы по кикбоксингу (К-1),
- 3-кратный обладатель Кубка мира по кикбоксингу (К-1)
- 2-кратный чемпион всемирных игр боевых искусств по кикбоксингу (К-1)
- 5-кратный чемпион мира по кикбоксингу (К-1)
- 2-кратный чемпион России среди профессионалов по кикбоксингу (К-1)
- Чемпион Европы среди профессионалов по кикбоксингу (К-1)

## Личная жизнь
По национальности — аварец. Отца зовут Абдулжалил Магомедрасулович, работает дальнобойщиком, мать — Патимат Саидмагомедовна. Младший брат: Ибрагим Абдулмеджидов, также кикбоксёр — многократный чемпион России, чемпион мира, его воспитанник.